# Thymus broussonetii
Thymus broussonetii — вид рослин родини глухокропивові (Lamiaceae), поширений у Алжирі, Марокко, Тунісі.

## Опис
Дуже розгалужена рослина, заввишки 15–30(40) см; стебла з короткими волосками. Листки від еліптичних до вузько яйцеподібних, 5–18 × 2–5 мм, голі, війчасті. Приквітки широкояйцюваті, довжиною до 1.5 см, пурпурно-червоні. Квіти завдовжки до 1.8 см, від червоного до пурпурово-червоного кольору. Суцвіття від заокруглених до яйцеподібних, довжиною до 4 см.
Розрізняють два підвиди: листки понад 1 см, субчерешкові, приквітки волохаті лише на спинці — ssp. broussonetii; приквітки волохаті з обох сторін, волоски довгі — ssp. hannonis.

## Поширення
Поширений у Алжирі, Марокко, Тунісі. У Марокко росте переважно на атлантичному узбережжі, також у середньому Атласі й Антиатласі; рідкісний у Марокко й Тунісі. Росте на висотах 10–1000 м.